# Pacific Challenge 2015
El Pacific Challenge del 2015 fue la décima edición del torneo de rugby en el que la disputaron 6 equipos.
Este año dejaron de participar los equipos australianos y neozelandeses conforme al cambio en el formato de la competición, a partir de aquí los equipos centrales compiten entre ellos. De esta forma, jugaron en el ANZ Stadium de Suva, Fiyi las selecciones secundarias de las tres islas del pacífico, más Argentina, Canadá y Japón.
Pampas XV, el equipo argentino que hoy está disuelto, obtuvo el torneo en forma invicta.

## Equipos participantes
| - Junior Japan - Pampas XV - Samoa A | - Canadá A - Fiji Warriors - Tonga A |

## Grupo A
| Pos. | Equipo       | Encuentros | Encuentros | Encuentros | Encuentros | Tantos  | Tantos    | Tantos     | Puntos Bonus | Puntos Totales |
| Pos. | Equipo       | jugados    | ganados    | empatados  | perdidos   | a favor | en contra | diferencia | Puntos Bonus | Puntos Totales |
| ---- | ------------ | ---------- | ---------- | ---------- | ---------- | ------- | --------- | ---------- | ------------ | -------------- |
| 1    | Pampas XV    | 3          | 3          | 0          | 0          | 89      | 42        | + 47       | 2            | 14             |
| 2    | Samoa A      | 3          | 2          | 0          | 1          | 69      | 87        | - 18       | 1            | 9              |
| 3    | Junior Japan | 3          | 0          | 0          | 0          | 41      | 212       | - 171      | 1            | 1              |

Nota: Se otorgan 4 puntos al equipo que gane un partido y 2 al que empate
Puntos Bonus: 1 punto por convertir 4 tries o más en un partido y 1 al equipo que pierda por no más de 7 tantos de diferencia
|  | Juega por el 1º puesto |

|  | Juega por el 3º puesto |

|  | Juega por el 5º puesto |

## Grupo B
| Pos. | Equipo        | Encuentros | Encuentros | Encuentros | Encuentros | Tantos  | Tantos    | Tantos     | Puntos Bonus | Puntos Totales |
| Pos. | Equipo        | jugados    | ganados    | empatados  | perdidos   | a favor | en contra | diferencia | Puntos Bonus | Puntos Totales |
| ---- | ------------- | ---------- | ---------- | ---------- | ---------- | ------- | --------- | ---------- | ------------ | -------------- |
| 1    | Fiji Warriors | 3          | 32         | 0          | 1          | 145     | 42        | + 103      | 3            | 11             |
| 2    | Canadá A      | 3          | 1          | 0          | 2          | 101     | 72        | + 29       | 2            | 6              |
| 3    | Tonga A       | 3          | 1          | 0          | 2          | 95      | 85        | + 10       | 2            | 6              |

Nota: Se otorgan 4 puntos al equipo que gane un partido y 2 al que empate
Puntos Bonus: 1 punto por convertir 4 tries o más en un partido y 1 al equipo que pierda por no más de 7 tantos de diferencia
|  | Juega por el 1º puesto |

|  | Juega por el 3º puesto |

|  | Juega por el 5º puesto |

## Resultados

### Primera fecha
| 10 de marzo | Junior Japan | 17 - 69 | Canadá A |                              |                              |
|             |              | Reporte |          | Asistencia: 150 espectadores | Asistencia: 150 espectadores |

| 10 de marzo | Samoa A | 30 - 27 | Tonga A |                              |                              |
|             |         | Reporte |         | Asistencia: 275 espectadores | Asistencia: 275 espectadores |

| 10 de marzo | Pampas XV | 22 - 20 | Fiji Warriors |                               |                               |
|             |           | Reporte |               | Asistencia: 1500 espectadores | Asistencia: 1500 espectadores |

### Segunda fecha
| 14 de marzo | Pampas XV | 31 - 7  | Tonga A |                              |                              |
|             |           | Reporte |         | Asistencia: 123 espectadores | Asistencia: 123 espectadores |

| 14 de marzo | Samoa A | 19 - 17 | Canadá A |                              |                              |
|             |         | Reporte |          | Asistencia: 500 espectadores | Asistencia: 500 espectadores |

| 14 de marzo | Junior Japan | 0 - 83  | Fiji Warriors |                               |                               |
|             |              | Reporte |               | Asistencia: 1000 espectadores | Asistencia: 1000 espectadores |

### Tercera fecha
| 23 de marzo | Junior Japan | 24 - 60 | Tonga A |                             |                             |
|             |              | Reporte |         | Asistencia: 49 espectadores | Asistencia: 49 espectadores |

| 23 de marzo | Pampas XV | 36 - 15 | Canadá A |                              |                              |
|             |           | Reporte |          | Asistencia: 200 espectadores | Asistencia: 200 espectadores |

| 23 de marzo | Samoa A | 20 - 42 | Fiji Warriors |                              |                              |
|             |         | Reporte |               | Asistencia: 943 espectadores | Asistencia: 943 espectadores |

## Finales

### Quinto puesto
| 21 de marzo | Junior Japan | 24 - 43 | Tonga A |                             |                             |
|             |              | Reporte |         | Asistencia: 59 espectadores | Asistencia: 59 espectadores |

### Tercer puesto
| 21 de marzo | Samoa A | 26 - 28 | Canadá A |                              |                              |
|             |         | Reporte |          | Asistencia: 300 espectadores | Asistencia: 300 espectadores |

### Final
| 21 de marzo | Pampas XV | 17 - 9  | Fiji Warriors |                               |                               |
|             |           | Reporte |               | Asistencia: 2363 espectadores | Asistencia: 2363 espectadores |

| Bandera de Argentina |
| Campeón Pampas XV    |
| Segundo título       |